# Шишмара

Шишмара — река в России, протекает в Парфеньевском районе Костромской области. Устье реки находится в 19 км по левому берегу реки Нендовка. Длина реки составляет 15 км.
Шишмара начинается в деревне Костылево в 16 км к северо-западу от села Парфеньево. Течёт на юго-восток, протекает деревни Желнино, Калинино, Митенино. Впадает в Нендовку западнее села Николо-Ширь.

## Данные водного реестра
По данным государственного водного реестра России относится к Верхневолжскому бассейновому округу, водохозяйственный участок реки — Унжа от истока и до устья, речной подбассейн реки — Бассей притоков Волги ниже Рыбинского водохранилища до впадения Оки. Речной бассейн реки — (Верхняя) Волга до Куйбышевского водохранилища (без бассейна Оки).
По данным геоинформационной системы водохозяйственного районирования территории РФ, подготовленной Федеральным агентством водных ресурсов:
- Код водного объекта в государственном водном реестре — 08010300312110000016225
- Код по гидрологической изученности (ГИ) — 110001622
- Код бассейна — 08.01.03.003
- Номер тома по ГИ — 10
- Выпуск по ГИ — 0